# Запис орах код цркве (Претрковац)
Запис орах код цркве (Претрковац) се налази на парцели чији је власник Црквена општина Витошевачка.

## Локација
| Општина             | Ражањ                                                                       |
| Катастарска општина | Претрковац                                                                  |
| Потес               | Топличка                                                                    |
| Координате          | 43° 45′ 35″ С; 21° 31′ 59″ И / 43.759599999999999° С; 21.533000000000001° И |
| Надморска висина    | 193m                                                                        |

## Карактеристике
Дендрометријске вредности утврђене на терену и сателитским снимцима:
| Стабло                     | Орах |
| Висина стабла              | m    |
| Обим дебла                 | m    |
| Пречник крошње             | 6m   |
| Пречник дебла              | m    |
| Висина дебла до прве гране | m    |

## База записа
Запис је у оквиру Викимедија пројекта "Запис - Свето дрво" заведен под редним бројем 0675.